# Caitun
Caitun (kinesiska: 菜屯镇, 菜屯) är en köping i Kina. Den ligger i provinsen Shandong, i den östra delen av landet, omkring 88 kilometer väster om provinshuvudstaden Jinan. Antalet invånare är 25 534. Befolkningen består av 12 585 kvinnor och 12 949 män. Barn under 15 år utgör 15,0 %, vuxna 15-64 år 73 %, och äldre över 65 år 10,0 %.
Genomsnittlig årsnederbörd är 800 millimeter. Den regnigaste månaden är juli, med i genomsnitt 287 mm nederbörd, och den torraste är januari, med 5 mm nederbörd.